# 科氏海蝠魚
科氏海蝠魚，為輻鰭魚綱鮟鱇目棘茄魚亞目棘茄魚科的其中一種，分布於西太平洋區，包括日本、菲律賓、澳洲海域，屬深海底棲性魚類，體長可達8公分，棲息在沙泥底質水域，生活習性不明。

## 扩展阅读
維基物種上的相關：科氏海蝠魚